# Cine de Moldavia

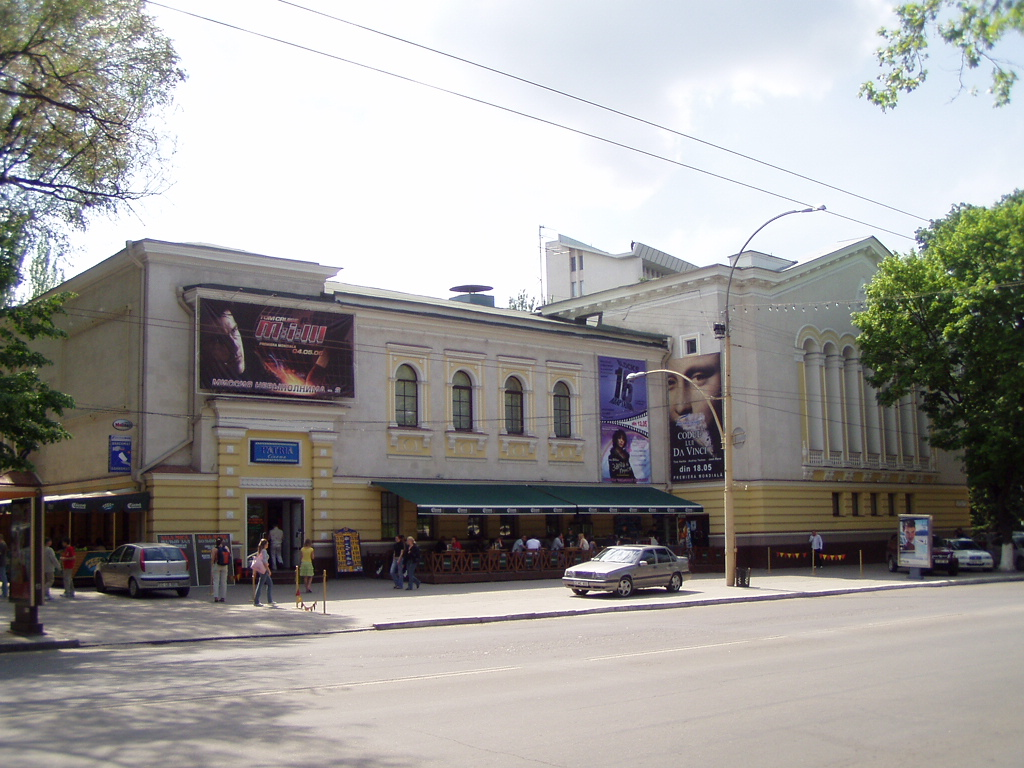
Cine Patria de Chișinău.

El cine de Moldavia comprende el arte del cine y películas creativas realizadas dentro de la nación de Moldavia o por cineastas moldavos en el extranjero. El director Emil Loteanu es uno de los mayores exponentes del país.
El cine moldavo se desarrolló en la década de 1960 durante el período soviético, experimentando un interesante florecimiento de cerca de una década y media. El foco del cine nacional estaba en los estudios Moldova-Film de Chișinău. Sin embargo, a partir de ese momento se produjo un estancamiento y después del colapso de la Unión Soviética y la independencia de Moldavia en 1991, la industria desapareció casi por completo. En 2011 había en territorio moldavo 29 pantallas de cine y la industria cinematográfica generó, en 2006, diez millones de lei.